# Тиильные радикалы
Тиильные радикалы — радикалы с общей формулой RS•, где R — H, алкильный или арильный остаток.
Тиильные радикалы являются реакционноспособными соединениями, в свободном виде не выделены.

## Физические свойства
Неспаренный электрон на атоме серы находится на высшей связывающей орбитали. Этим определяются их электрофильные свойства, а сродство к электрону у тиильных радикалов выше, чем у гидроксильных HO·. В итоге тиильные радикалы рекомбинируют между собой легче, чем гидроксильные.
Стабильность радикала RS· возрастает при переходе от электроноакцепторных заместителей R к электронодонорным.
Спектр ЭПР представляет собой одиночную линию. Для радикалов AlkS· g-фактор 2,0074, для C6H5S· g-фактор 2,008. В случае атома изотопа серы 33S появляется квартетное расщепление константы сверхтонкого взаимодействия a33S = 1,475 мТл.

## Химические свойства
Тиильные радикалы способны присоединяться к кратным связям и отрывать атом водорода от молекул органических соединений.
В первом случае тиильные радикалы присоединяются к атому с наиболее высокой электронной плотностью против правила Марковникова по радикально-цепному механизму. В галоген-аренах тиильные радикалы способны замещать атом галогена.

## Получение и применение
Синтез тиильных радикалов проводят методом фотолиза, радиолиза и термического распада сероводорода, тиолов, сульфидов, дисульфидов, тионитритов. Кроме того, тиильные радикалы образуются при воздействии на перечисленные соединения радикальных инициаторов — пероксидов, диазосоединений и др.
Основное применение тиильных радикалов — использование как регуляторов процессов радикальной полимеризации и пиролиза углеводородов. Кроме того, они используются в органическом синтезе.